# ایسا کامپو
ایسا کامپو (اسپانیایی: Isa Campo‎؛ زادهٔ ۱۹۷۵) فیلم‌نامه‌نویس، تهیه‌کننده و کارگردان اهل اسپانیا است. وی همکار حرفه‌ای و شریک زندگی ایساکی لاکوئستا و استاد دانشگاه پمپئو فابرا است. رشتۀ تحصیلی اصلی او مهندسی صنایع و فلسفه است.
از فیلم‌هایی که وی در آن‌ها نقش داشته است، می‌توان به مایشابل اشاره نمود که بابت نگارش فیلم‌نامهٔ آن نامزد دریافت جایزه فروس (بهترین فیلم‌نامه) و جایزهٔ گویا (بهترین فیلم‌نامهٔ غیراقتباسی) شد.